# Steve Hillage
Steve Hillage (n. 2 august 1951, Chingford, Londra, Anglia) este un muzician englez, cel mai bine cunoscut ca chitarist. Este asociat cu scena din Canterbury și a lucrat în domenii experimentale, de la sfârșitul anilor 1960. Pe lângă înregistrările sale solo el a fost membru al trupelor Gong, Khan și System 7.

## Scurtă biografie
Chitarist excelent, compozitor și cântăreț, el a fondat, în 1967-1968 trupa Uriel, apoi în 1971, grupul Khan, ca în ianuarie 1973, în Franța, să se alăture trupei lui Daevid Allen, Gong. A fost parte a trupei în perioada ei cea mai prolifică, cu care a înregistrat trilogia Angel's egg, Flying teapot și You iar în 1975 și albumul Shamal. Steve Hillage a înregistrat, ulterior, mai multe discuri, inclusiv primul său album Fish Rising, cu instrumentiști și muzicieni din Gong, Hatfield and the North și Radio Motivation, avansând în cele din urmă tot mai mult spre muzica new-age și electronică. În jurul anului 1979, Hillage devine producător și produce primul album al celor de la Simple Minds și Cock Robin. În 1980, el a fondat grupul System 7, împreună cu Giraudy Miquette încadrându-se în lumea muzicii electronice și participând la numeroase festivaluri mari. De asemenea, el a produs un album pentru Valérie Lagrange, care a avut un succes răsunător, și toate albumele al celor de la Rachid Taha, și memorabilele albume 1, 2, 3 Soleils.

## Discografie

### Albume solo
- (1975) Fish Rising
- (1976) L
- (1977) Motivation Radio
- (1978) Green
- (1979) Live Herald
- (1979) Rainbow Dome Musick
- (1979) Open
- (1980) Aura
- (1983) For To Next
- (1983) And Not Or
- (1994) BBC Radio 1 Live
- (2003) Light in the Sky
- (2004) Live at Deeply Vale Festival 1978
- (2008) Evan Marc & Steve Hillage - Dreamtime Submersible (Somnia Records)

### Colaborări

#### Arzachel
- (1969) Arzachel

#### Khan
- (1972) Space Shanty

#### Gong
- (1973) Flying Teapot Virgin (V2002)
- (1973) Angel's Egg (Radio Gnome Invisible, Pt. 2) Virgin (V2007)
- (1974) You Virgin (V2019)
- (1975) Shamal Virgin (V2046)
- (2009) 2032 G-Wave CD(AAGWCD001) LP(AAGWLPX001)

#### System 7
- (1991) System 7
- (1993) 777
- (1994) The Fire Album
- (1994) The Water Album
- (1996) System Express
- (1997) Golden Section
- (2002) Seventh Wave
- (2002) Mysterious Traveller
- (2006) Encantado
- (2006) Live Trasmissions
- (2008) Phoenix
- (2011) up